# Ophichthus brachynotopterus
Ophichthus brachynotopterus is een straalvinnige vissensoort uit de familie van slangalen (Ophichthidae). De wetenschappelijke naam van de soort is voor het eerst geldig gepubliceerd in 1982 door Karrer.